# NGC 3285
NGC 3285 est une vaste galaxie spirale barrée située dans la constellation de l'Hydre. NGC 3285 a été découverte par l'astronome britannique John Herschel en 1835.

## Caractéristiques
Sa vitesse par rapport au fond diffus cosmologique est de 3 721 ± 26 km/s, ce qui correspond à une distance de Hubble de 54,9 ± 3,9 Mpc (∼179 millions d'al).
La classe de luminosité de NGC 3285 est I et elle présente une large raie HI.
À ce jour, neuf mesures non basées sur le décalage vers le rouge (redshift) donnent une distance de 62,000 ± 10,304 Mpc (∼202 millions d'al), ce qui est à l'intérieur des valeurs de la distance de Hubble. Notons cependant que c'est avec la valeur moyenne des mesures indépendantes, lorsqu'elles existent, que la base de données NASA/IPAC calcule le diamètre d'une galaxie et qu'en conséquence le diamètre de NGC 3285 pourrait être d'environ 68,6 kpc (∼224 000 al) si on utilisait la distance de Hubble pour le calculer.

## Groupe d'ESO 501-51
NGC 3285 fait partie du groupe d'ESO 501-51. Ce groupe comprend au moins 23 galaxies. NGC 3285 est la seule galaxie du New General Catalogue dans le groupe et on ne retrouve aucune des galaxies de l'Index Catalogue dans le groupe.
NGC 3285 et donc toutes les galaxies du groupe d'ESO 501-51 font partie de l'amas l'amas de l'Hydre (Abell 1060). L'amas de l'Hydre est l'amas dominant du superamas de l'Hydre-Centaure.